# Stratovarius (álbum)
Stratovarius es el décimo segundo álbum de estudio de la banda finlandesa de power metal Stratovarius. Salió a la venta el 5 de septiembre de 2005 por el sello discográfico Sanctuary Records. El disco llegó al puesto número 4 en Finlandia y permaneció por cuatro semanas. El disco está compuesto por 9 canciones. Este es el último disco con el guitarrista y compositor Timo Tolkki y el bajista Jari Kainulainen. Este disco trae elementos de hard rock tal y como se ven en el tema "Maniac Dance". Uno de los primeros inconvenientes que tuvieron con el alistamiento del nuevo material fue que la compañía discográfica se estaba negando a autorizar la inclusión de un tema que contenía un discurso de Hitler "Götterdämmerung (Zenith of Power)". El disco vendió 200 000 discos a nivel mundial.   
"Maniac Dance" es el sencillo del disco que salió como Ep el 8 de agosto de 2005. El sencillo llegó al puesto número 4 en Finlandia y se mantuvo en esa posición por 4 semanas. El 7 de julio se publicó el videoclip de esta canción, el último del bajista Jari Kainulainen. Este es el primer Ep que entró en la lista Europea. En España entró en el puesto número 17 y en Alemania entró en el puesto número 93.

## Listado de canciones
1. "Maniac Dance" – 4:34
2. "Fight!!!" – 4:03
3. "Just Carry On" – 5:28
4. "Back to Madness" – 7:43
5. "Gypsy in Me" – 4:28
6. "Götterdämmerung (Zenith of Power)" – 7:13
7. "The Land of Ice and Snow" – 3:05
8. "Leave the Tribe" – 5:42
9. "United" – 7:04

## Edicióndeluxeen Japón (DVD)
1. "Break The Ice" (live) - 4:26
2. "Stratovarius Rockumentary" - 9:52

## Miembros
- Timo Kotipelto - Voces
- Timo Tolkki - Guitarra
- Jari Kainulainen - Bajo
- Jens Johansson - Teclado
- Jörg Michael - Batería